# بيدر الشموط
بيدر الشموط هي قرية صغيرة تقع على مسافة 3 كيلومتر (1.9 ميل) شمال شرق مشغرة في البقاع الغربي من محافظة البقاع في لبنان. 
يوجد موقع أثري من العصر الحجري الحديث لثقافة القرعون في المنطقة على الضفة اليمنى لنهر الليطاني حيث يخرج شمال تشيتا من وادٍ يقع قبالة سفوح ضهر الريمول. عثر عليها هنري فليش في عام 1952 في مساحة حوالي 100 متر (110 يارد) 600 متر (660 يارد) في الحقول حول نافورة الربيع في مشغرة على مسافة ما يقرب من 500 متر (550 يارد) جنوب غرب الكوت. تم وصفه بالتفصيل في تقرير فليش لعام 1954 ومرة أخرى في عام 1960. قام جاك كوفين أيضًا بفحص ونشر المواد التي تم العثور عليها ثم تخزينها في جامعة القديس يوسف (التي أصبحت الآن متحف ما قبل التاريخ اللبناني ). اعتبرت القطع من العصر الحجري الحديث الثقيل مماثلة لتلك الموجودة في القرعون.  وفي وقت لاحق في العصر الحجري الحديث تم تجميع عدد من الأدوات يعتقد أن تكون مشابهة لزوار العصر الحجري الحديث من جبيل التي تتكون من فؤوس والأزاميل والنوى. تم اقتراح تجميع آخر بدون أي نقاط ثلاثية بشكل مبدئي حتى الآن في العصر الحجري القديم على الرغم من أنه قد يكون في الواقع العصر الحجري الحديث. كانت المنطقة يتم زراعتها حتى عام 1966. 

## روابط خارجية
- صورفضائية لبيدر شموط
- جغرافيا بيدر شموط
- توقعات الطقس في بيدر الشموط